# Clevia Park
Clevia Park is een activiteiten- en recreatiepark in Paramaribo, Suriname. Het park is vooral gericht op gezinnen. Erbinnen is onder meer het Boomhutmuseum ondergebracht.

## Achtergrond
Het idee is afkomstig van James (Jim) Rasam, de oprichter en ceo van de Intermed Group of Companies, waar het park een onderdeel van is. Rasam ontwikkelde het idee als Green Medical Park Clevia, met het doel om erbinnen een herbal village op te zetten. Een van zijn plannen was het om mensen te leren over medicinale stoffen in alledaagse groenten en fruit, waardoor deze in plaats van pillen en capsules gegeten en gedronken kunnen worden. Met het Clevia Park bracht hij het concept van de Trustbank Amanah naar Suriname; financiering vroeg hij aan bij de Islamitische Ontwikkelingsbank. Het park werd rond 2018 geopend.

## Activiteiten
Voor bezoekers zijn er verschillende activiteiten georganiseerd, zoals:
- Herbal Markt op de zondag, met biologische landbouwproducten en producten van bedrijven uit de Intermed-groep.
- Viskwekerij, waar jonge vissen (hatchlings en fingerlings) worden gekweekt om thuis in een bassin op te kweken en terug te leveren, waarna Clevia zorgt voor de verkoop. Het doel is economische zelfredzaamheid en het tegengaan van biodiversiteit in het water.[2]
- Kidsclub, met activiteiten als paardrijden, bootje varen, hengelen, treintje rijden, knutselen, schminken en spelen in de speeltuin.
- Twee zwembaden: een kinderbad en een diep bad, met natuurlijke helofytenfiltering en uv-lampen.[2]
- Boomhutmuseum. Deze werd in augustus 2018 geopend en vormt het dak boven de marktkramen.[3] Het bestaat uit zes boomhutten die de geschiedenis vertellen over de komst van de bevolkingsgroepen naar Suriname.[4]
- Onder de boomhutten zijn planten ingericht die de bevolkingsgroepen naar Suriname hebben gebracht. Ook zijn er dieren en fauna te zien in de Tiny Farm en de Clevia Garden.
- Shiatsumassage aan bezoekers, in samenwerking met Stichting Blindencentrum.

Daarnaast worden er eenmalige activiteiten georganiseerd of projecten uitgevoerd. In 2017 werden kleine ondernemers begeleid in de aqua- en agricultuur. Verder zijn er terugkerend initiatieven op het gebied van gezonde levensstijl, hygiëne en duurzaamheid, zoals door voorlichting, coaching en met wellnessmarkten. In 2018 werkte het Clevia Park samen met United Tour Guides Suriname aan de opleiding van gidsen voor natuurparken.

## Galerij

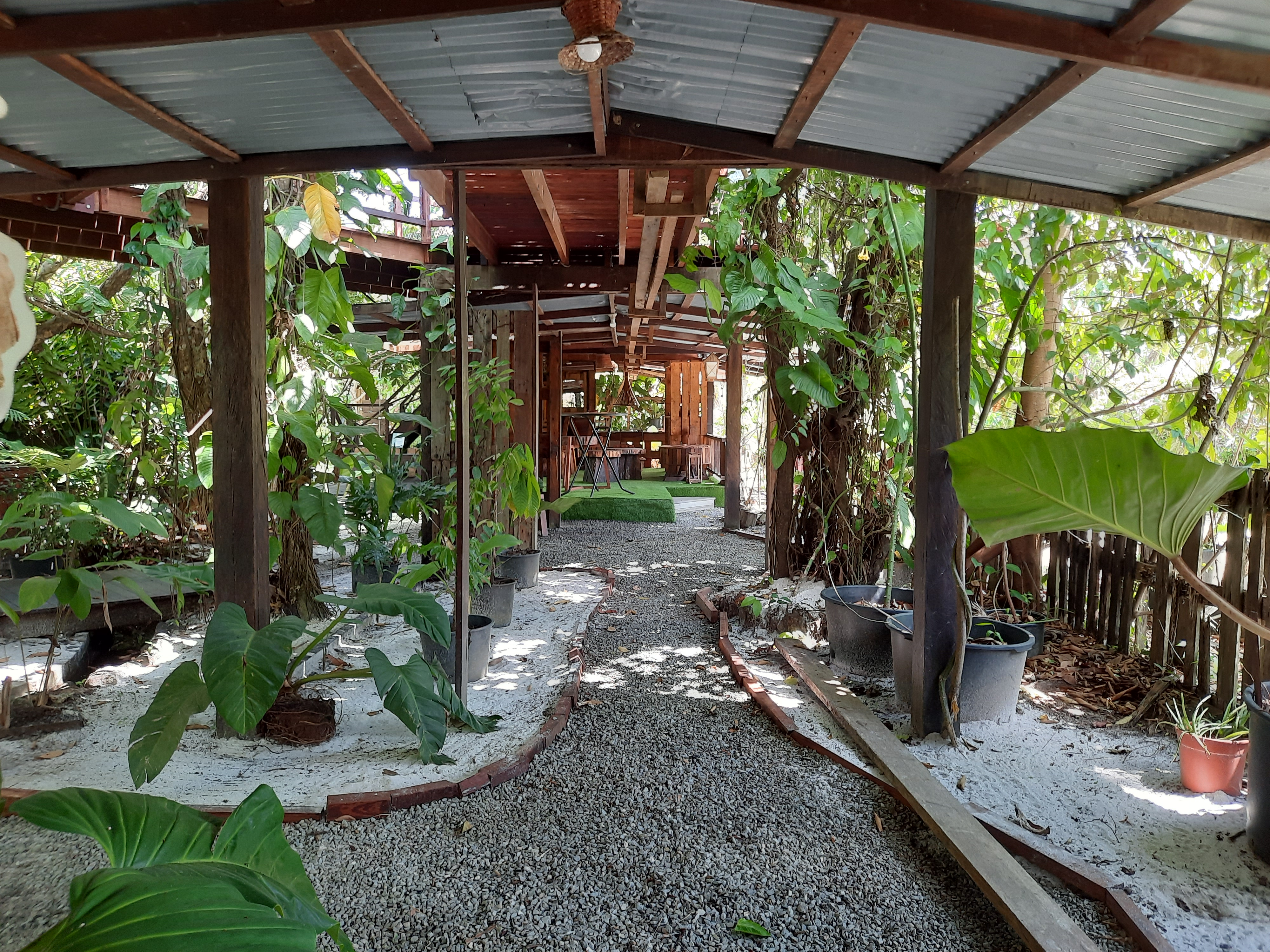
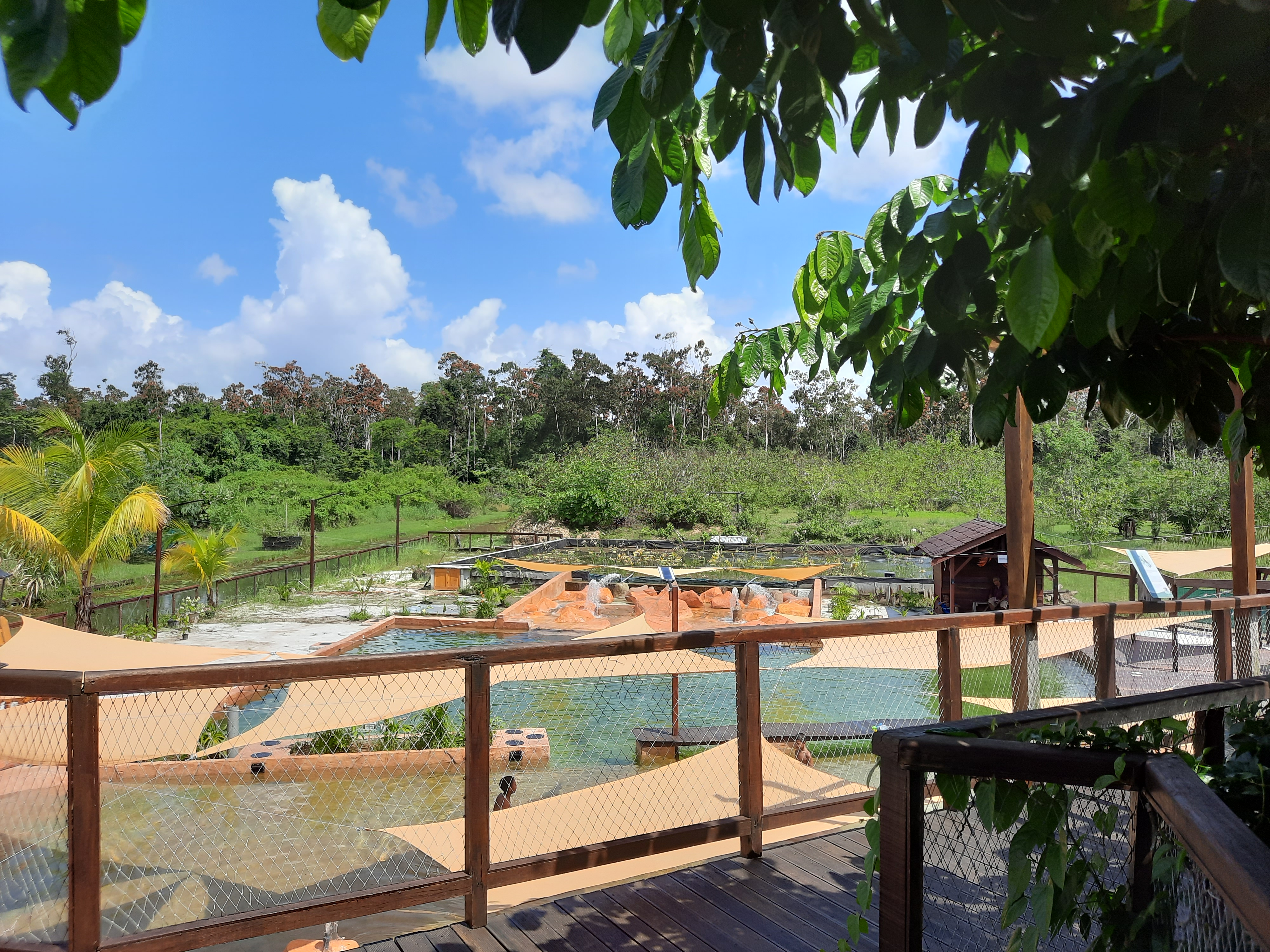
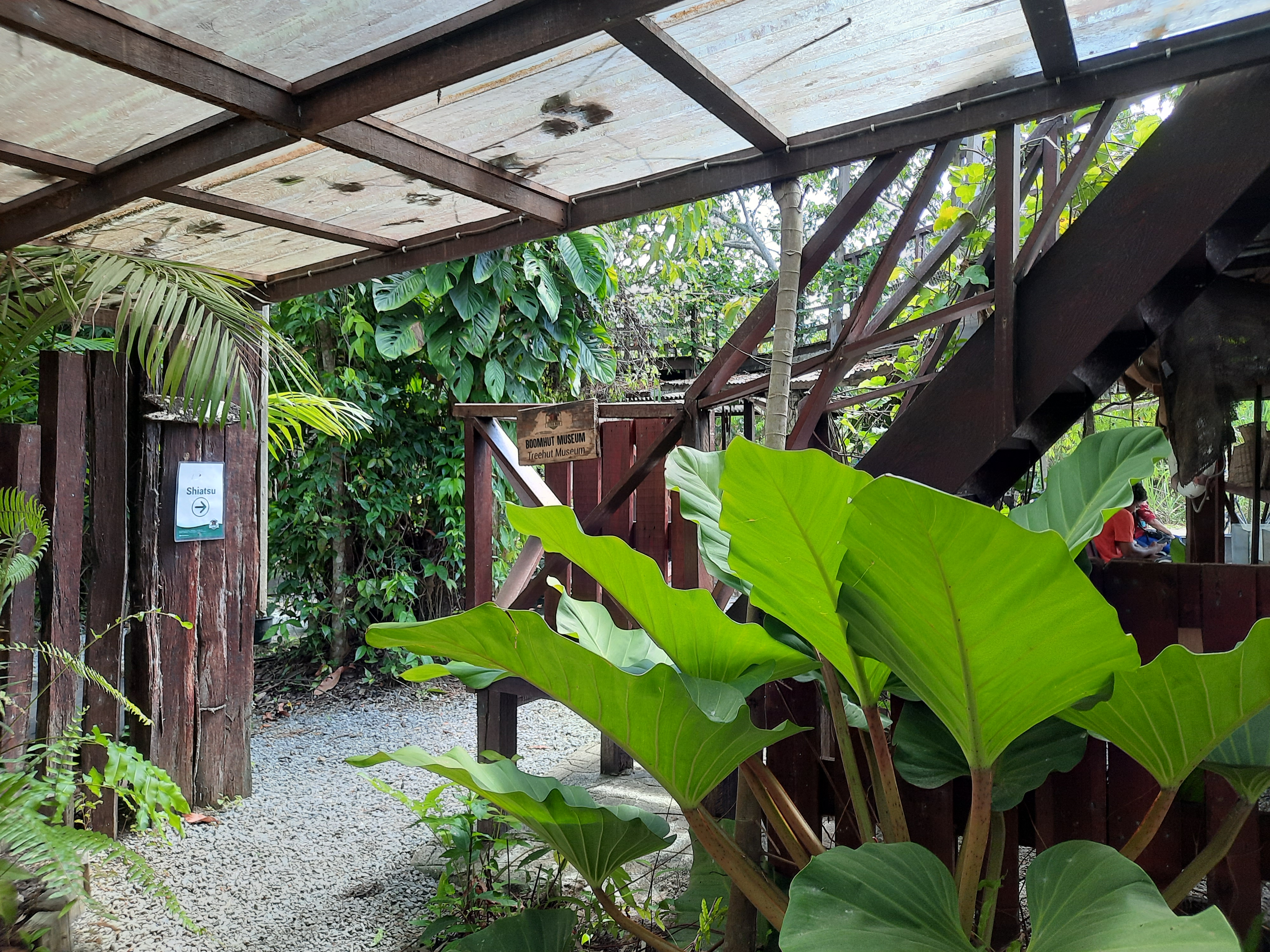

## Trivia
- De plantage (Oud-)Clevia lag aan de overzijde van de Surinamerivier.